# Concert per a violoncel (Dvořák)
El Concert per a violoncel en si menor, op. 104, B. 191, és l'últim concert per a instrument d'⁣Antonín Dvořák. Va ser escrit l'any 1894 per al seu amic, el violoncel·lista Hanuš Wihan, però va ser estrenat a Londres el 19 de març de 1896 pel violoncel·lista anglès Leo Stern.

## Estructura
La instrumentació del concert és per a una orquestra romàntica completa (a excepció d'una quarta trompa), amb dues flautes (segon doblant amb flautí), dos oboès, dos clarinets, dos fagots, tres trompes, dues trompetes, tres trombons, tuba, timbals, triangle (només l'últim moviment) i cordes, i segueix l'estructura estàndard de concert de tres moviments:
1. Allegro (si menor després si major; aprox 15 minuts)
2. Adagio, ma non troppo (sol major; aprox 12 minuts)
3. Finale: Allegro moderato — Andante — Allegro vivo (si menor després si major; aprox 13 minuts)

Durada total: aproximadament 40 minuts.

## Història
El 1865, a principis de la seva carrera, Dvořák va començar un Concert per a violoncel en la major (B.10). La peça va ser escrita per a Ludevít Peer, a qui coneixia bé de l'Orquestra del Teatre Provisional en la qual van tocar tots dos. Va lliurar la partitura del violoncel (amb acompanyament de piano) a Peer perquè la revisés, però cap dels dos es va molestar a acabar la peça. Va ser recuperat de la seva finca l'any 1925.
Hanuš Wihan, entre d'altres, havia demanat un concert per a violoncel durant força temps, però Dvořák sempre es va negar, afirmant que el violoncel era un bon instrument orquestral però totalment insuficient per a un concert en solitari. Segons Josef Michl, a Dvořák li agradava el registre mitjà, però es queixava d'un registre nasal alt i d'un baix murmurant. En una carta a un amic, Dvořák va escriure que probablement ell mateix estava més sorprès per la seva decisió d'escriure un concert per a violoncel malgrat aquestes reserves de llarga data.
Dvořák va escriure el concert mentre estava a Nova York per al seu tercer mandat com a director del Conservatori Nacional. El 1894 un dels professors del Conservatori, Victor Herbert, també compositor, va acabar el seu Concert per a violoncel núm. 2 en mi menor, op. 30, i el va estrenar en una sèrie de concerts, a partir del 9 de març. Dvořák va escoltar almenys dues interpretacions de la peça i es va inspirar per complir la petició de Wihan de compondre un concert per a violoncel. Herbert havia estat el violoncel·lista principal de l'orquestra que va estrenar la Simfonia "Nou Món" de Dvořák el 16 de desembre de 1893. El moviment mitjà d'Herbert era en si menor, cosa que potser va inspirar a Dvořák a escriure el seu concert en la mateixa tonalitat. Es va iniciar el 8 de novembre de 1894 i es va acabar el 9 de febrer de 1895.
Després de veure la partitura, Hanuš Wihan va fer diversos suggeriments de millora, incloses dues cadències, una al final del tercer moviment. Però Dvořák només va acceptar alguns canvis menors i cap de les cadències. El tercer moviment va ser un homenatge a la seva cunyada, Josefina Kaunitzova, de soltera Čermakova, que li havia escrit una carta el novembre de 1894 dient que estava greument malalta. Concretament, la secció lenta i melancòlica, abans del final triomfal, cita la seva cançó ''Deixa'm sol (Kéž duch můj sám)'', op. 82, B.157, núm. 1, una de les seves preferides. Va morir el maig de 1895, després de la qual cosa el concert va ser revisat més.
Dvořák va escriure als seus editors:
| « | Us dono la meva obra només si em prometeu que ningú, ni tan sols el meu amic Wihan, hi farà cap alteració sense el meu coneixement i permís, a més que no hi hagi cap cadenza com la que ha fet Wihan en l'últim moviment; i que la seva forma serà com l'he sentit i pensat. | » |

El final, va escriure, s'hauria de tancar a poc a poc amb un diminuendo "com una respiració... després hi ha un crescendo, i els últims compassos són agafats per l'orquestra, acabant tempestuós. Aquesta va ser la meva idea, i d'ella no puc retrocedir".
Hanuš Wihan va interpretar per primera vegada en privat el concert amb el compositor a Lužany el setembre de 1895. Encara que havia rebutjat la majoria dels canvis suggerits per Wihan, Dvořák encara volia que Wihan estrenés l'obra públicament i li havia promès aquest paper. Clapham ofereix un relat de la seqüència d'esdeveniments en què no va passar. Francesco Berger, secretari de la London Philharmonic Society, va escriure a Dvořák el novembre de 1895 per convidar-lo a dirigir un concert d'algunes de les seves obres a Londres. Dvořák va acceptar i va proposar dirigir l'estrena del seu Concert per a violoncel amb Wihan com a solista. Berger va proposar la data el 19 de març de 1896, però aquesta data no era convenient per a Wihan (pot haver xocat amb les dates dels concerts del Bohemian Quartet, amb el qual Wihan ja estava contractat). La Societat Filharmònica va insistir en la data i va contractar el violoncel·lista anglès Leo Stern sense consultar a Dvořák. Aleshores, al principi, el compositor es va negar a anar al concert. "Berger estava horroritzat i molt avergonyit", ja que ja s'havia anunciat el concert. Clapham conjectura que Wihan va alliberar Dvořák de la seva promesa. Stern va viatjar a Praga per preparar la seva actuació sota la supervisió de Dvořák. A principis de març, tot estava d'acord, i l'estrena va tenir lloc el 19 de març al Queen's Hall de Londres, amb Dvořák dirigint. El violoncel tocat per Stern va ser el "General Kyd" de 1684, un dels només 60 violoncels fets per Stradivarius.
Després de l'actuació de Londres, Stern va tornar a interpretar el paper en solitari en el que podria haver estat la segona actuació pública, a Praga l'11 d'abril de 1896, i més tard de nou a Londres. El desembre de 1896 i durant el període 1897–1898 el concert va ser interpretat per uns quants violoncel·listes i directors a Anglaterra i els Estats Units, inclòs Stern a Chicago el gener de 1897. Wihan va interpretar el concert amb gran èxit, primer el gener de 1899 a La Haia, i més tard per primera vegada sota la batuta de Dvořák a Budapest el 20 de desembre de 1899. Tot i haver-hi hagut tantes actuacions públiques abans de la primera de Wihan, ell i Dvořák es van mantenir ferms amics.
El concert va ser publicat l'any 1896 per N. Simrock, Berlín.

## L'obra
El primer moviment comença suaument, amb els clarinets introduint el tema. Més tard, l'orquestra completa interpreta el tema d'una manera grandioso, donant lloc a un solo de trompa que introdueix el tema líric secundari. El primer tema es toca al llarg del moviment i durant l'última part del tercer moviment, donant al concert una estructura cíclica. El violoncel solista comença amb una secció quasi improvisando que indica el tema en si major seguit d'acords de triple parada. A continuació, el violoncel torna a tocar el tema en mi major. Aquest concert requereix molta habilitat tècnica, sobretot a la coda, on el violoncel toca octaves i moltes parades dobles. Després de la resolució del violoncel solista, hi ha una modulació en la qual els vents toquen un acord de mi bemoll menor, canviant la tonalitat. El violoncel sol acaba amb trinats en si agut. El moviment acaba tutti amb la reafirmació del primer tema marcat grandioso i fortissimo.
Després d'aquest assaig inicial hi ha el llarg Adagio, un moviment líric que presenta una secció semblant a la cadenza que s'acompanya principalment de flautes. El violoncel toca parades dobles acompanyades de pizzicato de la mà esquerra amb cordes obertes. El moviment acaba amb el violoncel tocant els harmònics molt tranquil·lament.
El moviment final és formalment un rondó. S'obre amb la trompa tocant el tema principal en silenci. Un crescendo gradual condueix a una dramàtica secció de vents fusta i cordes. El violoncel sol entra tocant en veu alta el tema principal modificat que està marcat com a risoluto. L'orquestra torna a tocar el nou tema modificat. Llavors entra el violoncel amb una melodia tocada a la corda la tocada amb notes de trenta segons a la corda re. Aquesta secció ràpida desemboca en una secció marcada com poco meno mosso, dolce i piano. Un crescendo i un accelerando condueixen a un arpegi ràpid interpretat en triplets de semicorxeres. Una escala ràpida condueix a una secció de tutti sonora que presenta material nou. Entra el violoncel i un decrescendo progressiu cap a una altra reafirmació del tema marcat piano. A continuació, s'aplica una reafirmació contrastada i sonora del tema interpretat per instruments de vent-fusta acompanyats de cordes i llautó. Això és seguit per una secció moderada en do major i, finalment, meno mosso que modula lentament de la major a do ♯ major a si ♭ major i finalment passa al tempo original en si major. Això és seguit per una altra secció tranquil·la i lenta que utilitza material del primer i segon moviment. El concert acaba allegro vivo presentat per l'orquestra completa.
L'amic i mentor de Dvořák, Johannes Brahms, havia escrit un concert doble per a violí i violoncel l'any 1887, vuit anys abans del concert per a violoncel de Dvořák. Va corregir les proves del concert de Dvořák per al compositor i, per tant, va conèixer l'obra íntimament a partir de la partitura. El 1896, Robert Hausmann l'havia tocat a casa seva amb l'acompanyament de piano de Brahms, i Brahms diu que va dir: "Si hagués sabut que era possible compondre un concert així per a violoncel, ho hauria provat jo mateix!" El 7 de març de 1897, Brahms va escoltar la interpretació de la peça d'Hugo Becker en un concert de la Filharmònica de Viena, i va dir al seu amic Gänsbacher abans del concert: "Avui escoltaràs una peça real, una peça masculina!"
La partitura original de Dvořák, abans d'acceptar alguns dels nombrosos canvis suggerits per Hanuš Wihan, ha estat descrita com "molt més musical", i aquesta versió s'ha interpretat de tant en tant. Algunes de les músiques de Dvořák escrites a Amèrica, com l'⁣American String Quartet, escrita a Spillville, Iowa, i la Simfonia del Nou món, va ser notablement influenciada per l'entorn nord-americà, concretament les escales pentatòniques utilitzades en la música afroamericana i nativa americana. Per al Concert per a violoncel, aquesta influència és menys clara. Un autor suggereix que hi va haver poca influència americana en el concert. Un altre autor explica una història que un dia, quan Dvořák estava a Nova York però no al Conservatori, que es deia que estava malalt, un visitant de casa seva el va trobar allà component. "La seva única malaltia era la febre de la composició. .. Les restes de molts àpats passats estaven escampades per l'habitació, on havia estat reclòs, probablement durant diversos dies." Tot i que no s'especifica el dia, pot ser comprensible que en la darrera part de la seva estada al Conservatori, quan el seu sou s'havia retallat i encara no es pagava regularment, Dvořák s'hagués pogut sentir menys obligat amb les seves obligacions.

## Avaluació i enregistraments
Entre tots els concerts per a violoncel, el de Dvořák ha estat anomenat "suprem", "el més gran", i el "rei". Però altres concerts tenen defensors. Hi ha moltes composicions per a violoncel i orquestra de diversos compositors, però no n'hi ha cap, per exemple, de JS Bach, Mozart, Beethoven o Brahms (sense comptar el Concert "Triple" de Beethoven o el "Doble" de Brahms).
El concert ha estat gravat per gairebé tots els violoncel·listes coneguts. Entre els enregistraments destacats destaquen les actuacions de Pablo Casals, Emanuel Feuermann, Pierre Fournier, Gregor Piatigorsky, Jacqueline du Pré, Bernard Greenhouse, Leonard Rose, Johannes Moser, Gauthier Capuçon, Truls Mork, Mischa Maisky, Julian Lloyd Webber i Steven Isserlis. Yo-Yo Ma va gravar el concert per a violoncel de Dvořák tres vegades, el 1986, el 1995 i el 2017. Mstislav Rostropóvitx va fer quatre enregistraments comercials en segells occidentals (amb Adrian Boult i la London Philharmonic Orchestra per a EMI⁣; amb Herbert von Karajan i la Filharmònica de Berlín per a Deutsche Grammophon⁣; amb Carlo Maria Giulini i la London Philharmonic per a EMI; i amb Seiji Ozawa i els Orquestra Simfònica de Boston per a Erato). János Starker també va gravar l'obra tres vegades: amb la Philharmonia Orchestra i Walter Susskind per a Angel /EMI, amb Antal Doráti i la London Symphony Orchestra per a Mercury, i amb Leonard Slatkin i l'⁣Orquestra Simfònica de St. Louis per a RCA Victor Red Seal .
L'enregistrament de cinc "Grans Concerts per a violoncel" de Yo-Yo Ma inclou el de Dvořák, el d'Elgar, un de Haydn, el primer de Saint-Saëns i el de Schumann.